# Discoteca Radical

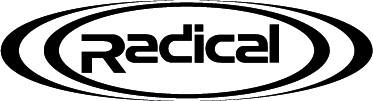
Logotipo de Radical

Radical fue una discoteca situada en Alcalá de Henares (Madrid), España. Se inauguró en 1990, siendo una de las primeras discotecas que trajo al centro peninsular el modelo de fiesta y música que ya estaba sucediendo por aquella época en Valencia, con la conocida Ruta Destroy. Después de 10 años de actividad, la discoteca cerró sus puertas en Alcalá de Henares durante la primavera del año 2000 debido a diferentes problemas con el ayuntamiento de la localidad. Tras una etapa itinerante realizando eventos en salas como Groove Dance Club en Pinto o La Cubierta de Leganés, desde 2002 el nuevo Radical abrió sus puertas en una nueva sala situada entre las localidades toledanas de Torrijos y Rielves, logrando convertirse en una de las discotecas más punteras de la escena electrónica a nivel nacional. Después de unos 8 años de actividad, la sala cerró sus puertas definitivamente en 2010, principalmente por el difícil momento que atravesaron las discotecas en aquellos años y por las nuevas tendencias musicales.

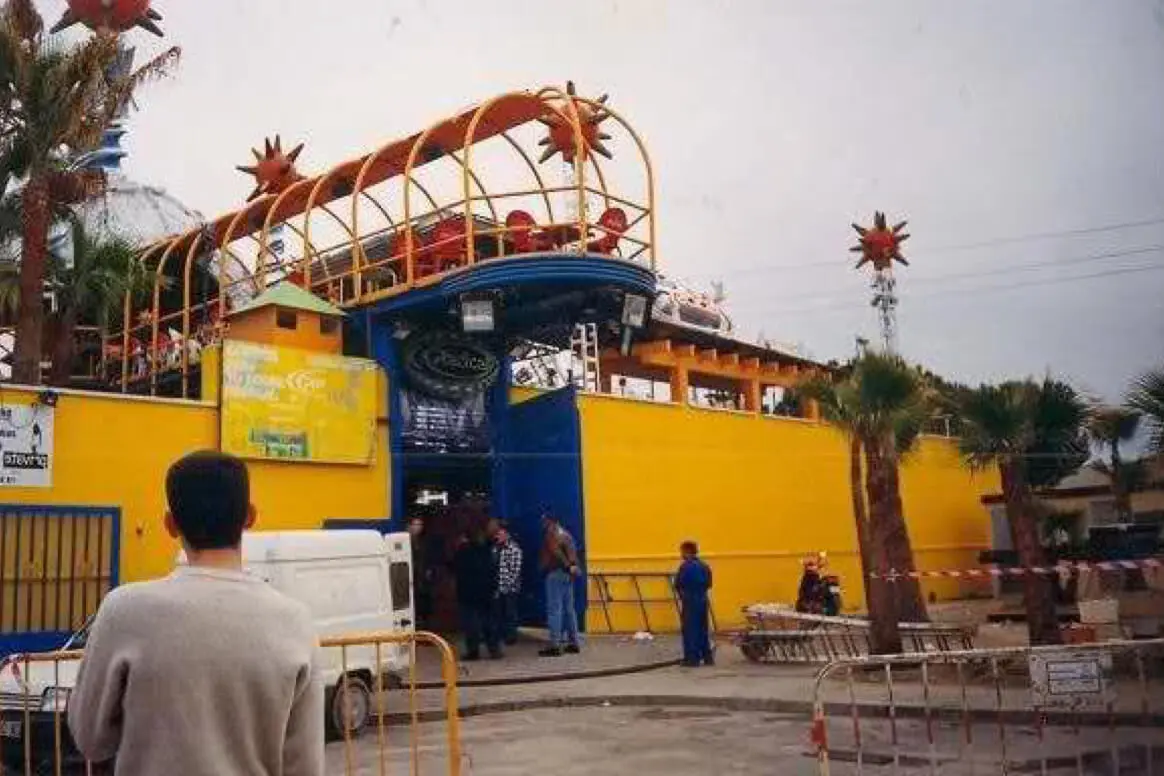
Discoteca Radical en su primera ubicación en Alcalá de Henares.

## Historia
Radical abrió sus puertas en Alcalá de Henares ya entrado el año 1990, y lo hizo en un local ubicado en el número 7 de la calle Suecia, en el polígono industrial Jumapi que está situado antes de entrar al centro de la localidad y junto a la antigua N-II, hoy llamada Avenida de Madrid. Su propietario, el empresario Alejando Conde, abrió Radical como local satélite de Attica, otra discoteca que dirigía y que llevaba ya algo más de dos años funcionando exitosamente en la vecina localidad de San Fernando de Henares.
Radical fue una de las primeras discotecas del centro de España que introdujo un concepto musical y festivo totalmente innovador para la época. Al estar situada en una zona industrial a las afueras de Alcalá de Henares, contaba con un espacio diáfano de grandes dimensiones para lo que existía en aquel momento. Además era un espacio con terraza al aire libre, una decoración muy llamativa y una música electrónica similar a la que se ponía en las discotecas valencianas de la llamada Ruta Destroy. Pero sin duda, por lo que Radical empezó a ser muy conocida fue por sus horarios. Su logotipo con la calavera con gafas de sol se empezó a hacer famoso apareciendo en sus míticos flyers, muy apreciados hoy en día por los coleccionistas. La discoteca abría los fines de semana a partir de las 12 de la mañana y funcionaba hasta pasada la medianoche del día siguiente. Eran 12 horas de fiesta continuada y el complemento perfecto para aquella gente que salía de Attica y quería continuar la fiesta por la zona. 
Pero Radical cada vez fue teniendo más fama y se convirtió en el after-hour más importante de los domingos, no sólo en la zona del Corredor del Henares, sino también en el resto de la Comunidad de Madrid y otras Comunidades Autónomas y provincias vecinas. El marketing de la sala funcionaba a la perfección y fueron surgiendo nuevas fiestas marcadas en el calendario que se convirtieron en auténticos clásicos. Poco a poco la sala original fue ampliándose y teniendo varias plantas a modo de balcones, nueva decoración con palmeras al más puro estilo valenciano, lanzas y bolas de pinchos al estilo post-apocalíptico y posindustrial de Mad Max o una calavera gigante englobando la cabina de los discjockeys, la cual era el símbolo de Imperio Destroy Madrid, la empresa de Alejandro Conde. A esto hay que sumarle la innovación que supuso el colocar ventiladores alrededor de la sala y un sistema de duchas con el mítico megatrón, un cañón que dispara dióxido de carbono a baja temperatura y alta presión para refrescar la pista los días de verano, o cuando en ésta era tal la multitud que ya empezaba a ser molesto el calor.
La sala cada año funcionaba mejor que el anterior y su momento cumbre llega a finales de los 90, especialmente durante sus dos últimos años. En las últimas dos temporadas se hace famosa la figura de Dj Marta en la cabina de Radical, como por su particular estilo pinchando como por lo poco habitual que era en aquellos años ver a una mujer trabajar como discjockey. El dúo que formó con su compañero de cabina Dj Napo, quien había trabajado también años atrás en la terraza de Attica o en salas como Bachatta en Torrejón, fue todo un éxito. Y es precisamente en esta etapa cuando la sala empieza a contar con la presencia de David Cobos, más conocido como "David de Radical" en la cabina, un animador y persona muy afín a la sala que se hizo muy famoso por su particular manera de animar al público acompañando las mezclas de los discjockeys. Posteriormente David Cobos siguió ligado a la marca Radical después de cerrar la sala de Alcalá de Henares y actualmente sigue siendo el animador oficial en las fiestas esporádicas que realiza la marca. Además, empezó a pinchar frecuentemente Juandy, el lightjockey que manejaba las luces y ambientación de la discoteca y que acabó siendo discjockey residente junto a Marta y Napo.
Desafortunadamente, en el mejor momento de los 10 años de vida de la discoteca, le llegó su hora y murió de éxito sin ni siquiera poder celebrar su décimo aniversario allí donde se había convertido en lo que era. En la primavera del 2000 Radical cierra sus puertas debido a una serie de problemas con el Ayuntamiento de Alcalá de Henares. Tal era la fama que había alcanzado la discoteca que se produjeron varias manifestaciones públicas en contra del cierre del local, que se había convertido ya en un clásico de Alcalá de Henares y prácticamente en un nuevo recurso turístico de la localidad. Finalmente, el responsable de urbanismo del ayuntamiento alcalaíno fue inflexible en su decisión y se produjo el cierre antes del mes de mayo del 2000, siendo la Fiesta del Camello, celebrada en marzo de ese mismo año, la última celebrada en la sala original de Alcalá de Henares. Así se cierra la primera y más importante etapa de la sala, en la cual se fraguó su identidad de marca. Una vez cerrada la discoteca, la sala albergó durante muchos años un club de alterne llamado Private, que conservó muy poco de la infraestructura del edificio, salvo las palmeras gigantes del parking que a día de hoy todavía pueden verse desde la carretera.
Tras unos meses realizando fiestas esporádicas en diferentes locales bajo el nombre de Radical, como en la sala Groove de Pinto, Alejandro Conde ve el éxito que estaban teniendo los Techno House Sur Festival y decide empezar a celebrar macro eventos en la plaza de toros La Cubierta de Leganés. Toda la polémica suscitada por el cierre de la discoteca de Alcalá de Henares generó un interés mucho mayor por todo lo que tuviera que ver con Radical, y por eso las fiestas organizadas en La Cubierta de Leganés durante 2001 y parte de 2002 fueron un éxito arrollador.
Durante la temporada 2001-2002 se abrió una sesión llamada "Radiclub" en un local situado en el número 54 de la madrileña calle de Alberto Aguilera, en el barrio de Arguelles. Esta sala estaba en la misma ubicación donde estuvo la mítica discoteca Zentral a comienzos de los años 90 y ya albergó otro proyecto de Radical durante el año 1995, con Abel Ramos como residente. El proyecto era muy prometedor y contaba con los mismos residentes que la discoteca tuvo en Alcalá de Henares, pero a pesar de su céntrica ubicación no llegó a funcionar y duró poco tiempo.
En junio de 2002, tras un parón de algo más de dos años sin residencia, Radical comienza su segunda etapa y vuelve a abrir sus puertas en un local exclusivo situado entre Torrijos y Rielves, localidades pertenecientes a la provincia de Toledo. Este recinto había funcionado como discoteca de verano tiempo atrás y contaba con unas dimensiones muy grandes y un gran aforo. Tras su inauguración, Radical vuelve a vivir una época dorada a través de fiestas interminables de hasta 15 horas con música electrónica que atraía a seguidores de muchos puntos de España. El local tenía una decoración muy llamativa, estando totalmente pintado con los nuevos colores corporativos que Alejandro Conde inventó, el color naranja y el color plata. Además tenía las características palmeras y las míticas lanzas y bolas de pinchos que había en Alcalá de Henares. 

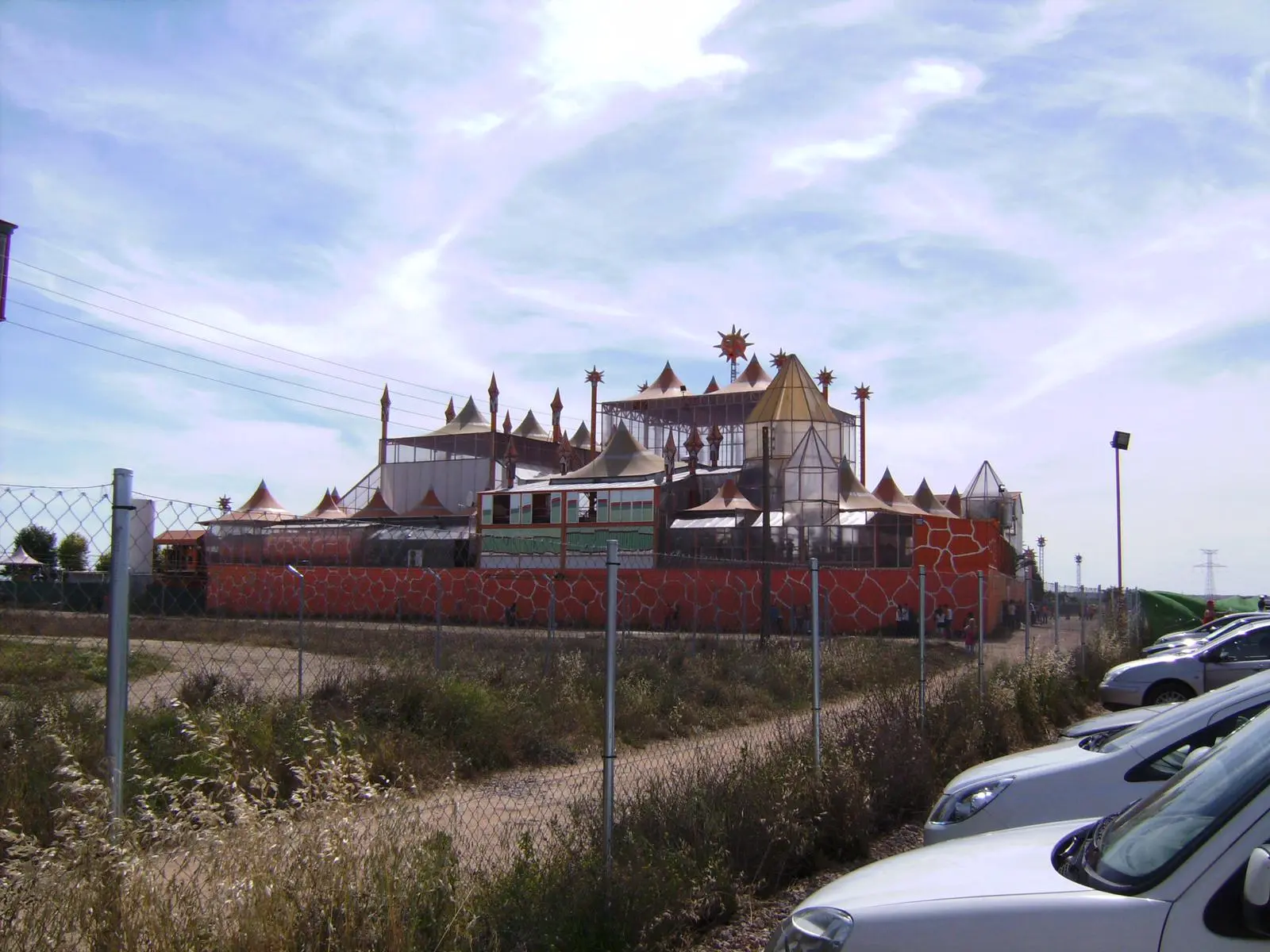
Discoteca Radical en su segunda ubicación en la localidad toledana de Rielves.

En esta segunda etapa, la asistencia a la discoteca empezó a ser cada vez más masiva y la edad media del público asistente disminuyó notablemente, ya que debido a la legislación de Castilla-La Mancha, a la sala se podía acceder teniendo al menos 16 años. Económicamente la discoteca y la propia marca Radical fueron más rentables que nunca, pero al mismo tiempo se perdió mucho la identidad y el público que tuvo la sala en su primera etapa en Alcalá de Henares. Esto ocurrió principalmente por el cambio de estilo musical que los discjockeys residentes  fueron implantando, predominando de manera excesiva estilos como el Bumping, que en aquellos años empezó a ser llamado Poky, tanto de manera descriptiva como despectiva, y que también es conocido como Hard House en países como Inglaterra. Además, dejaron de ponerse muchos temas míticos de Trance o Progressive, cuyas melodías eran clásicos en Alcalá, y otros muchos que eran bases rítmicas muy conocidas de Techno. En definitiva, la calidad musical se redujo bastante y también la exigencia del público, al que cada vez le interesaba más la marca Radical y la asistenta al evento (o en su defecto al gigantesco parking de la discoteca), que el plano musical en sí. En esta etapa se trajeron nuevos residentes o discjockeys habituales como Oskar Akagy, Christian Millán o Borja García.
Al cambio musical hay que sumarle el cambio de ubicación de la nueva sala, situada muy lejos de la original de Alcalá de Henares y con un público más joven y que nada tenía que ver con el que la sala se había ido fraguando durante años. Esto hizo que una parte importante del público que solía ir los domingos a Radical durante su primera etapa en Alcalá dejase de asistir, al menos de manera frecuente, a la nueva sala de Rielves.
Durante los primeros meses después de situarse en Rielves, aunque era más conocido como Radical Torrijos, el local de Radical estaba abierto al aire libre. Esto impedía realizar eventos en invierno, así que se vieron obligados a realizar diversas transformaciones y ampliaciones que se fueron sucediendo hasta el momento de su cierre.
Lo que no perdió jamás la sala en esta segunda etapa fue la creatividad y originalidad de muchas fiestas, que de la mano de Alejandro Conde siempre sorprendían con elementos muy innovadores que resultaban muy atractivos para el público. Desde una grúa para hacer puenting que ya se había usado en Alcalá, globos aerostáticos, atracciones de feria, avionetas echando agua desde las alturas, piscinas al aire libre e incluso varios escenarios con diferentes estilos musicales o más discjockeys para las fiestas de mayor afluencia.
La crisis económica y los cambios en las tendencias musicales hicieron que, a partir de 2008, las fiestas organizadas en Radical tuvieran cada vez menos público. A consecuencia de ello, los eventos empiezan a realizarse con menor frecuencia, hasta que a finales de 2010 finalmente Radical echa el cierre después de más de tres años a la deriva sufriendo una lenta agonía. Durante este tiempo se llegó a cambiar el nombre a la sala y se hicieron algunas reformas para intentar relanzarla, pero el éxito nunca llegó de nuevo. Desde entonces y hasta hoy, Radical organiza fiestas esporádicas en diferentes locales de España. La afluencia a dichos eventos sigue siendo teniendo un cierto porcentaje de público, pero muy lejos y nunca comparable con sus épocas de mayor esplendor.
A lo largo de sus 20 años de historia como sala, y no como marca como sucede actualmente, muchos han sido sus discjockeys residentes, pero posiblemente Napo y Marta han sido los más conocidos al ser quienes más años han pinchado en esta sala en sus dos localizaciones. Ambos coincidieron con la época de mayor éxito de la discoteca, contribuyendo a crear lo que se llamó "sonido Radical" con sus características mezclas y míticos temas. 
Otros discjockeys residentes que han pasado por la cabina de Radical, tanto en Alcalá de Henares como en Rielves, han sido: Kike, Peque, Michel Lapp, Miguel Álvarez, Rufo, Rafa Bass, Dj Valen, Ángel Sanchez, Juandy, Óscar Akagy o Christian Millán. Como discjockeys invitados por la cabina de Radical han pasado un impresionante elenco de artistas como: Dj Tiësto, Cristian Varela, Óscar Mulero, Yke, Dj Pepo, Kike Boy, Shanty Killer, Tito Saratoga, El Largo, Abel Ramos, Luismi Family, Luismi Del Pino, Pascal, Kike Jaén, José Conca, Manolo el Pirata, Juan Carlos Spook, Jesús Brisa, Monica X, Tobías, Carlos Carabantes, Calleja, Rudy, Muerto, Javi Perro, José Luis Magoya, Álvaro Espinosa, Pedro del Moral, Txi-Txi a.k.a. D'Wachman, Santi Specka, Rosy, Karol Berkley, Marc Skudero, Javi Boss, Chumi Dj, Vicente One More Time, Jesús Elíces, Pablo Rata, Ismael Lora, Miguel Serna o Frank Trax. También hubo actuaciones en directo de otros artistas como Milk Inc., Jessy o Marta Sánchez.
Después de esta segunda y última etapa de Radical, su propietario Alejandro Conde Abelló, más conocido como Alex Conde, ha intentado otros proyectos de ocio, pero siempre girando en torno a Radical y en menor medida a Attica. Su importancia en la cultura de club madrileña es grande, ya que ha sido durante muchos años muy conocido en el mundo de la noche madrileña por haber tenido o dirigido muchos locales muy importantes de la capital. A pesar de ello, desde la última etapa de Attica entre los años 1993 y 1995, su nombre apareció en muchos medios de comunicación tras una serie de conflictos en San Fernando de Henares con la policía local y el Ayuntamiento, al igual que le ocurrirá años después en Alcalá de Henares y el posterior cierre del primer Radical. 
En el año 2012 se cancelaron de golpe varias fiestas de Radical debido a que Alejandro Conde fue ingresado en prisión provisional, acusado por tráfico de drogas y posesión de armas. Dos años después y una vez celebrado el juicio, es declarado culpable y condenado a un año de cárcel por posesión de armas.
En el verano de 2020 surgieron rumores acerca de la reapertura de Radical, debido a las labores de mantenimiento y limpieza que se estaban realizando en el recinto. En febrero de 2022 se confirmó que la empresa propietaria había solicitado el permiso de obra al Ayuntamiento de Rielves para ejercer como discoteca de verano. El 21 de mayo de 2022, la discoteca fue reabierta por el Grupo Kapital con el nombre de Music Park.
Actualmente, la sala original donde se abrió Radical en 1990 lleva el nombre de Amazonia y a pesar de ser diferente en su estructura a la última etapa de Radical a comienzos del año 2000, la sala celebra esporádicamente sesiones Radical con el nombre de "Radiclub".

## Fiestas
A lo largo de los años, en Radical se realizaron multitud de fiestas con temáticas muy diversas. Sin embargo, algunas de ellas se repitieron y llegaron a convertirse en todo un clásico. Algunas de las fiestas más importantes que estaban marcadas en el calendario fueron:
- El Aniversario: La fiesta más antigua de Radical. Se celebró desde 1991 todos los años de su existencia y tenía lugar normalmente en abril.
- Fiesta de las Palomas: Se celebraba en el mes de septiembre y era la fiesta más importante y con mayor acogida del público ya desde mediados de los años 90. Su temática era la paz y el buen ambiente en las discotecas, para lo cual todo el mundo solía ir vestido de blanco y se soltaban varias palomas dedicándole este momento a Terpsicore, diosa del baile.
- Fiesta del Fuego: Era otra de las fiestas más populares de Radical en su primera etapa. La temática era la despedida del verano y había muchas performances relacionadas con el fuego. Tenía lugar a principios de otoño.
- Fiesta del Camello: Fue la última fiesta que se hizo en la sala de Alcalá de Henares en marzo del 2000. Empezó a celebrarse en la última etapa en Alcalá y en la segunda etapa sólo se hizo algunos años. Su temática era el polémico y provocador juego de palabras y en alguna edición celebrada en Alcalá se llegó incluso a traer a estos animales a las inmediaciones de la discoteca.
- Fiesta Naranja: Su primera edición se celebró el 16 de junio de 2001 en La Cubierta de Leganés y fue un éxito rotundo. Desde entonces pasó a ser la primera gran fiesta que inauguraba el verano. Hoy en día es todavía una de las pocas fiestas que la marca sigue celebrando en diferentes localizaciones.
- Fiesta del Agua: Era la fiesta que empezó a hacerse en la segunda etapa de Radical y en plenos meses de verano. Era habitual ir en bañador y con pistolas de agua.
- Fiesta del Sexo: Se celebró en la última etapa de Radical en Alcalá, siendo la penúltima fiesta que se hizo en esa sala en febrero de 2000.
- Amor por Radical: Empezó a hacerse ya en la segunda etapa, sustituyendo a la Fiesta del Sexo que se venía celebrando en Alcalá de Henares en su última etapa.
- Primavera Erótica: Esta fiesta sólo se hizo durante la segunda etapa de la discoteca, cuando estaba en la sala de Rielves. La temática era erótico-festiva en un contexto de dar la bienvenida a la primavera. Se celebraba en el mes de marzo.
- Remember Fiex: Empezó a celebrarse en julio de 2001 en La Cubierta de Leganés y tuvo alguna edición aislada en la segunda etapa de la discoteca, cuando ya estaba en la sala de Rielves. Con el paso de los años fue sustituida por otra fiesta llamada la Super Remember de Radical.
- El Quinto Elemento: Esta fiesta se empezó a realizar durante un tiempo en la segunda etapa de la sala, cuando cambió su ubicación a Rielved. No tenía una temática concreta más allá del propio nombre como gancho comercial.
- Super Remember: Sustituyó a la Remember Fiex y empezó a celebrarse en diferentes salas como Fabrik, cuando la discoteca de Rielves ya había sido clausurada.

## Recopilatorios
Hacia el año 2000, empezaron a popularizarse los discos recopilatorios de algunas de las principales discotecas de España. Radical no podía ser menos y también sacó a la venta un doble o triple CD con alguna de sus fiestas más emblemáticas. 
El primer recopilatorio que salió en formato CD fue durante la última etapa de la discoteca en Alcalá de Henares y salió a la venta como "Radical vol.0", publicado por el sello New Records. Hubo varias ediciones de discos de la Fiesta Naranja o La Fiesta de las Palomas, así como varios volúmenes del disco Radical Gold, que agrupaba algunas de las canciones 'cantaditas' más famosas a lo largo de la historia de la discoteca.